# Championnat d'Irlande du Nord de football 1928-1929
Navigation
Édition précédente Édition suivante
Le 35e Championnat d'Irlande du Nord de football se déroule en 1928-1929. Le championnat se stabilise à 14 clubs.
Belfast Celtic remporte un quatrième titre consécutif,  son septième titre au total. Il réalise ainsi une performance encore jamais atteinte par quiconque en Irlande du Nord. Le Celtic réalise une nouvelle fois une saison quasi parfaite avec 22 victoires, 4 matchs nuls et aucune défaite en 26 rencontres de championnat. Seul bémol, le Celtic perd la finale de la Coupe d’Irlande du Nord, seulement battu par le promu Ballymena United et voit ainsi le doublé lui échapper de justesse.
À la fin du championnat, le club Queen's Island FC quitte le championnat. Il sera remplacé par Derry City FC. Le club champion d’Irlande du Nord cinq ans auparavant termine mal sa participation au championnat, ne remportant que 2 victoires en 26 matchs mais surtout en encaissant le triste record de 130 buts.
Le meilleur buteur de la saison se nomme Joe Bambrick, qui inscrit 50 buts en championnat.

## Quatorze clubs participants
- Ards Football Club
- Bangor Football Club
- Ballymena United Football Club
- Belfast Celtic Football Club
- Cliftonville Football Club
- Coleraine Football Club
- Distillery Football Club
- Glenavon Football Club
- Glentoran Football Club
- Larne Football Club
- Linfield Football Club
- Newry Town Football Club
- Queen's Island Football Club
- Portadown Football Club

## Classement
| Rang | Équipe            | Pts | J  | G  | N | P  | Bp  | Bc  | Diff |
| ---- | ----------------- | --- | -- | -- | - | -- | --- | --- | ---- |
| 1    | Belfast Celtic    | 48  | 26 | 22 | 4 | 0  | 116 | 23  | +93  |
| 2    | Linfield FC       | 39  | 26 | 19 | 1 | 6  | 88  | 44  | +44  |
| 3    | Glentoran FC      | 33  | 26 | 15 | 3 | 8  | 82  | 62  | +20  |
| 4    | Distillery FC     | 32  | 26 | 15 | 2 | 9  | 71  | 58  | +13  |
| 5    | Coleraine FC      | 30  | 26 | 13 | 4 | 9  | 63  | 53  | +10  |
| 6    | Ballymena United  | 28  | 26 | 10 | 8 | 8  | 64  | 54  | +10  |
| 7    | Bangor FC         | 26  | 26 | 10 | 6 | 10 | 49  | 54  | -5   |
| 8    | Glenavon FC       | 24  | 26 | 8  | 8 | 10 | 61  | 63  | -2   |
| 9    | Ards FC           | 23  | 26 | 9  | 5 | 12 | 55  | 64  | -9   |
| 10   | Newry Town        | 22  | 26 | 9  | 4 | 13 | 47  | 58  | -11  |
| 11   | Portadown FC      | 22  | 26 | 10 | 2 | 14 | 52  | 76  | -24  |
| 12   | Larne FC          | 20  | 26 | 8  | 4 | 14 | 51  | 72  | -21  |
| 13   | Cliftonville FC   | 10  | 26 | 3  | 4 | 19 | 32  | 73  | -41  |
| 14   | Queen's Island FC | 7   | 26 | 2  | 3 | 21 | 53  | 130 | -77  |

|  | Champion d'Irlande du Nord |
|  | Relégation                 |

## Bilan de la saison
| Tableau d'Honneur                         |                  |
| Compétition                               | Vainqueur        |
| Championnat d'Irlande du Nord de football | Belfast Celtic   |
| Coupe d'Irlande du Nord de football       | Ballymena United |

| Promotions et relégations |                   |
| Relégués                  | Queen's Island FC |
| Promus                    | Derry City FC     |